# Navigator fossor
Navigator fossor is een keversoort uit de familie bladsprietkevers (Scarabaeidae). De wetenschappelijke naam van de soort werd voor het eerst geldig gepubliceerd in 1914 door en Lea als Pseudoclithria fossor.